# Kapitanivka
Kapitanivka (ukrainien : Капітанівка) est une commune urbaine de l'oblast de Kirovohrad, en Ukraine. Elle compte 2 459 habitants en 2021.